# Ichthyomyzon gagei
Ichthyomyzon gagei – gatunek ryby z rodziny minogowatych (Petromyzontidae), nazwany na cześć amerykańskiego badacza minogów Simona Henry'ego Gage. Jest słodkowodnym gatunkiem znanym z Ameryki Północnej. Jako larwa żywi się zawieszonymi w toni organicznymi szczątkami, glonami i bakteriami. Jako osobnik dorosły nie pobiera pokarmu, a jedynie korzysta z zasobów zgromadzonych w poprzedniej fazie życia (nie posiada jelita). Na larwy Ichthyomyzon gagei polują skorupiaki, ptaki oraz inne ryby.

## Charakterystyka
Długość ciała larw zależy od płci. Osobniki żeńskie są większe i mierzą 117–127 mm, zaś osobniki męskie 106–116 mm. U form dorosłych długość ciała oscyluje w granicach 160–166 mm. Grzbiet osobnika dorosłego jest szary do brązowego, rozjaśniający się stopniowo, aż do kremowego na bokach. Ogon i głowa są generalnie ciemniejsze, niż reszta ciała. Wyraźna linia boczna występuje w postaci czarnych plam lub jaśniejszych pierścieni, otoczonych ciemną obręczą. Osobniki dorosłe posiadają wyraźne oko.
Ciało jest walcowate, kształtem przypomina węgorza. Na jego końcu umieszczony jest otwór gębowy ze zredukowanymi zębami. Larwy, tzw. ślepice (ammocoetes), nie mają oczu ani aparatu przyssawkowego, zamiast tego występują u nich mięsiste wargi.
Największą aktywność Ichthyomyzon gagei wykazuje w ciągu dnia, gdy woda osiąga temperaturę w granicach 14–24 °C.

## Występowanie
Ichthyomyzon gagei spotyka się w rzekach i czystych strumieniach, czasem także w jeziorach, o podłożu piaskowym lub żwirowym. Osobniki dorosłe preferują dość szybko płynącą wodę (30–50 cm/s), choć mogą występować także w odcinkach o wolniejszym nurcie, zdominowanych przez ślepice. Zwierzęta te występują w grupach liczących około 30–40 osobników, na niewielkich głębokościach (do 1 m), zakopane w dennym mule. 
Występuje głównie w stanach: Luizjana, Missisipi, Alabama, Floryda, Georgia, Oklahoma, Missouri i Arkansas. Osobną, dysjunktywną populację zarejestrowano w górnym odcinku rzeki Missisipi, w Wisconsin i Minnesocie. Tam też, w rzece Saint Croix (dopływ Missisipi), po raz pierwszy znaleziono ten gatunek.

## Rozmnażanie
Tarło trwa od dwóch do czterech tygodni i odbywa się wiosną (zaobserwowano jedynie pojedyncze, późniejsze przypadki), na dnie zbiornika wodnego, zazwyczaj gromadnie. Osobniki dorosłe drążą płytkie dołki w mule, do których samice składają 700–2500 jajeczek o średnicy nie większej niż 1 mm. Dwa do trzech tygodni później wylęgają się larwy. 2 do 26 dni po tarle osobniki dorosłe umierają. Ammocoetes potrzebują co najmniej 3 lat do osiągnięcia pełnej dojrzałości, ale już 80 milimetrowe osobniki mogą mieć w pełni rozwinięte gonady. Młode migrują do czystych wód o średnim nurcie i piaszczystym lub żwirowym podłożu, gdzie ostatecznie dorastają.
W badaniach populacji z Alabamy liczba oocytów wahała się w przedziale 820–2485, a maksymalny indeks gonadosomatyczny wynosił 17,1% u samców i 26,3% u samic. Zaobserwowano także, że płodność podlega wpływowi środowiska.